# Erwin Fischer (Jurist)
Erwin Fischer (* 7. August 1904 in Reutlingen; † 15. Juli 1996 in Donaurieden) war ein deutscher Jurist. Er gilt als Verfechter einer säkularen Ausrichtung des Staatskirchenrechts und einer konsequenten Trennung von Staat und Kirche.

## Leben
Erwin Fischer studierte von 1922 bis 1925 Rechtswissenschaften in München, Hamburg und Berlin.
1919 trat Fischer aus der Kirche aus und wurde 1926 Mitglied der SPD und der Vereinigung sozialdemokratischer Juristen.
Seit 1930 war er in Berlin als Rechtsanwalt tätig, seit Oktober 1930 auch als Geschäftsführer der Deutschen Hochschule für Politik. 1933 wurde er nach einer Überprüfung durch die Reichskulturkammer und den SD aus diesem Amt entlassen, zudem wegen seiner SPD-Mitgliedschaft mit einem Vorlesungsverbot belegt. Da er jedoch zum 1. Mai 1933 in die NSDAP eingetreten war (Mitgliedsnummer 2.635.816), wurde er nach einem Revisionsverfahren wieder eingestellt und war zunächst vor weiteren Nachstellungen der Behörden sicher.
Während seiner Tätigkeit als Anwalt vertrat er u. a. Paul Hindemith. Wegen seiner allzu selbstständigen Kulturpolitik machte er sich bei KdF und Reichsjugendführung so unbeliebt, dass erneut seine Entlassung gefordert wurde. Im Februar 1943 wurde seine UK-Stellung aufgehoben und Fischer zur Wehrmacht eingezogen. Als Leutnant der Reserve geriet er an der Ostfront in Kriegsgefangenschaft, aus der er im Juni 1945 entlassen wurde.
Nach der Rückkehr aus der Kriegsgefangenschaft 1945 siedelte Erwin Fischer sich in Ulm an, wo er 1947 als Mitläufer zu einer Geldstrafe verurteilt wurde. Ab März 1950 übte er seinen Beruf als Rechtsanwalt wieder aus. Ab 1950 widmete sich Fischer verstärkt Bürgerrechtsorganisationen und der Publizistik.
Anfang 1946 trat Fischer erneut der SPD bei, die er jedoch Ende 1950 wieder verließ. Später wurde er Mitglied der FDP, bei der er sich besonders im Bereich der Kirchenpolitik betätigte. Am 4. Oktober 1982 verließ Fischer die FDP. Er arbeitete für Bürgerrechtsorganisationen und freigeistige Verbände. So war er Gründungsmitglied der Humanistischen Union. Für die Humanistische Union führte er einige Prozesse vor dem Bundesverfassungsgericht zum Verhältnis von Staat und Kirche.
1929 heiratete er Lucy Antoine, mit der er zwei Kinder hatte. 1940 ehelichte er die Opernsängerin Katharina Hoheisel, mit der er drei Kinder hatte, von denen eines bei Bombenangriffen ums Leben kam.

## Wirkung
Als Anwalt vertrat Erwin Fischer Mandanten, deren Weltanschauungsfreiheit er durch eine unzulängliche Trennung von Staat und Kirche verletzt ansah, z. B. in Prozessen wegen Kirchensteuerpflicht des religionsfremden Ehepartners, gegen den Religionsunterricht als Versetzungsfach, gegen die christliche Gemeinschaftsschule als Zwang für alle, gegen Anstalts- und Militärseelsorge, gegen Konkordatslehrstühle.
Mit seinem 1964 erstmals erschienenen Buch Trennung von Staat und Kirche formulierte er seine Zielvorstellung einer Gesellschaft, in der es keine Privilegien für bestimmte Religionsgemeinschaften mehr geben soll. Er verstand sich damit als Vordenker für eine Reform des Staatskirchenrechts.
Erwin Fischer gründete in Ulm die Gesellschaft für Bürgerrechte, war Gründungsmitglied der Humanistischen Union und Mitglied des wissenschaftlichen Beirats des Internationalen Bundes der Konfessionslosen und Atheisten, dessen Position im Themenfeld „Trennung von Staat und Kirche“ maßgeblich von Erwin Fischer bestimmt wurde. Erwin Fischer wurde 1993 mit dem Fritz-Bauer-Preis der Humanistischen Union ausgezeichnet.
Von 2000 bis 2006 vergab der Internationale Bund der Konfessionslosen und Atheisten den Erwin-Fischer-Preis an Personen und Organisationen, die sich „in herausragender Weise um Weltanschauungsfreiheit, Trennung von Staat und Kirche, Förderung vernunftgeleiteten Denkens und Aufklärung über Wesen, Funktion, Strukturen und Herrschaftsansprüche von Religionen verdient gemacht haben“. Der Preis wurde eingestellt, nachdem 2007 Erwin Fischers NSDAP-Mitgliedschaft bekannt wurde.

## Schriften
- Meine Rechte gegen den Staat; Selbstverlag, 1951, in späteren Auflagen: Deine Rechte im Staat.
- Trennung von Staat und Kirche. Die Gefährdung der Religionsfreiheit in der Bundesrepublik; München: Szczesny Verlag, 1964. Ab der 4., völlig neu bearb. Auflage unter dem Titel: Volkskirche ade! Trennung von Staat und Kirche. Die Gefährdung der Religions- und Weltanschauungsfreiheit in der Bundesrepublik Deutschland; Berlin: IBDK-Verlag, 1993; ISBN 3-922601-17-0.
- Bekenntnis- oder Gemeinschaftsschule? München: Szczesny Verlag, 1966.
- Staat und Kirche im vereinigten Deutschland; hrsg. vom Ständigen Arbeitsausschuss für die Trennung von Staat und Kirche im Internationalen Bund der Konfessionslosen und Atheisten e.V. (IBKA); Berlin: IBDK-Verlag, 1990; ISBN 3-922601-07-3.